# Sicalis olivascens
El chirigüe oliváceo (Sicalis olivascens), también denominado jilguero oliváceo (en Bolivia y Argentina), semillero verdoso y chirihue o chirigüe verdoso (en Chile y Perú), es una especie de ave paseriforme de la familia Thraupidae perteneciente al género Sicalis. Es nativo de regiones altoandinas del oeste de América del Sur.

## Distribución y hábitat
Se distribuye a lo largo de la cordillera de los Andes desde el norte de Perú (desde Cajamarca) hacia el sur por Bolivia, hasta el centro de Chile (hasta Valparaíso) y oeste de Argentina (hasta Mendoza).
Esta especie es considerada localmente común en sus hábitats naturales: las laderas arbustivas (algunas veces con cactus), áreas cultivadas adyacentes y poblados, mayormente en altitudes entre 2500 y 3800 m.

## Descripción
Mide aproximadamente 14 cm de longitud. El macho tiene la cara, el pecho, el abdomen y partes de la cola de un color amarillo verdoso con finas estrías, el cuello, el dorso y las alas son de un color grisáceo. La hembra y los ejemplares jóvenes son similares pero con una coloración más pálida.

## Alimentación
Se alimenta de semillas, hierbas, pequeños frutos y hasta de insectos.

## Sistemática

### Descripción original
La especie S. olivascens fue descrita por primera vez por los ornitólogos franceses Alcide d'Orbigny  y Frédéric de Lafresnaye en 1837 bajo el nombre científico Emberiza olivascens; su localidad tipo es: «La Paz, Bolivia».

### Etimología
El nombre genérico femenino Sicalis proviene del griego «sikalis, sukalis o sukallis»: pequeño pájaro de cabeza negra, mencionado por Epicarmo, Aristóteles y otros, no identificado, probablemente un tipo de curruca Sylvia; y el nombre de la especie «olivascens» del latín moderno y significa  «de color algo oliva, oliváceo».

### Taxonomía
La especie Sicalis mendozae ya fue considerada una subespecie de la presente, sin embargo, las diferencias morfológicas, de vocalización, de ecología y de distribución probaron tratarse de una especie separada.
Los datos presentados por los amplios estudios filogenéticos recientes demostraron que la presente especie es próxima de un clado formado por Sicalis auriventris y Sicalis raimondii más Sicalis lutea.

### Subespecies
Según las clasificaciones del Congreso Ornitológico Internacional (IOC) y Clements Checklist/eBird v.2019 se reconocen tres subespecies, con su correspondiente distribución geográfica:
- Sicalis olivascens salvini (Chubb), 1919 – Andes del norte de Peru (hasta Huánuco, Junín y Ayacucho)
- Sicalis olivascens chloris Tschudi, 1846 – pendiente occidental de los Andes peruanos desde (Áncash) hasta Chile (Coquimbo).
- Sicalis olivascens olivascens (d'Orbigny & Lafresnaye) 1837 – Andes desde el sureste de Perú (Cuzco) hasta el oeste de Bolivia y noroeste de Argentina.